# Firnisbrand
Als Firnisbrand (auch Braunfirnis, Ölbräune, Schmelzfirnis, Fettbrünierung, Schwarzbrennen) bezeichnet man eine Form der Beschichtung und künstlerischen Verzierung von Metallen. Die Benennung „Braunemail“, „Braunes Maleremail“ oder „Email Brun“ ist sachlich falsch, da es sich um kein Email handelt (jedoch ein ähnliches Erscheinungsbild aufweisen kann).
Beim Firnisbrand wird auf das blanke und leicht erwärmte Metall eine dünne Schicht Leinöl aufgetragen und über einer rußfreien Flamme langsam erhitzt, bis sich eine  harzartige Schicht auf Linoxin-Basis bildet.
Die Beschichtung mit anschließendem Einbrennen kann beliebig oft wiederholt werden.
Das Braunfärben geschieht auf Oberflächen aus Kupfer, Messing, Bronze oder Silber.
Die Anwendung des Verfahrens (bei höheren Temperaturen) auf Stahl und Schmiedeeisen wird als Schwarzfärben oder Schwarzbrennen bezeichnet. Aufgetragen werden Leinöl oder andere Pflanzenöle, Braunkohlenteeröle, Öl-Schwefel-Mischungen, tierisches Fett oder Wachse, die erhitzt werden, bis sich eine kohlenstoffreiche Schicht bildet, die anschließend gegebenenfalls mit feiner Stahlwolle ausgeglichen wird. Die Beschichtung bewirkt einen leichten Korrosionsschutz, der durch Einreiben mit Öl oder Wachs verstärkt wird. Das Schwarzbrennen ist nicht mit der Schwarzbrenne zu verwechseln, einem färbenden Beizmittel zum Auftrag auf Kupfer und Kupferlegierungen.
Ein ähnliches Verfahren wird zum Patinieren bzw. Brünieren von Aluminium bei Temperaturen von bis zu 400 °C angewandt.
Diese Verfahren zum Einbrennen von Ölen sind nicht zu verwechseln mit dem Einbrennen von Druckfarben und Lacken bei Temperaturen meist unter 200 °C.

## Schabe- und Gravierverfahren
Aus der Brünierung können Verzierungen in Form von Zeichnungen oder Schrift herausgeschabt werden, so dass das Metall blank liegt. Diese Methode wird sowohl positiv als auch negativ angewandt, so dass entweder das Muster freigeschabt wird oder aber der Hintergrund des Musters. Die blankliegenden Stellen wurden früher vergoldet. Diese Technik hatte ihre Blütezeit im  11. – 13. Jahrhundert, wird aber gelegentlich heute noch angewendet.